# Елеонора Гонзага (1598–1655)
Елеонора Гонзага (італ. Eleonora Gonzaga, повне ім'я Анна Елеонора Мантуанська-Гонзага, нім. Anna Eleonora von Mantua und Gonzaga; 23 вересня 1598 — 27 червня 1655) — мантуанська принцеса з дому Гонзага, донька герцога Мантуї та Монтферрата Вінченцо I Гонзаґа та тосканської принцеси Елеонори Медічі, дружина імператора Священної Римської імперії Фердинанда II.

## Біографія
Елеонора народилась 23 вересня 1598 року у Мантуї. Вона була шостою дитиною та другою донькою в родині герцога Мантуї та Монтферрата Вінченцо I Гонзаґа та його другої дружини Елеонори Медічі. Дівчинка мала старших братів Франческо, Фердинандо та Вінченцо, а також сестру Маргариту. Ще один брат, Гульєльмо Доменіко, помер за кілька років до її народження.
Елеонора провела дитинство при мантуанському дворі. Отримала католицьке виховання в місцевому монастирі. Там вона здобула не лише звичайну освіту, а й значну культурну обізнаність. Батьки померли, коли їй було 13. Після нетривалого царювання у 1612 помер і її старший брат Франческо. Наступним правителем Мантуї став Фердинандо, якому довелося для цього скласти кардинальський сан. Щодо Монтферрату, то юридично його успадкувала малолітня дочка Франческо — Марія. Навколо цього спадку з 1613 до 1617 року точилися військові дії з Савойєю.
Елеонора була відома своєю винятковою красою. Папський нунцій Караффа описував її як жінку рідкісної вроди та дуже добру.

Фердинанд II

У віці 22 років принцеса побралася із 43-річним імператором Священної Римської імперії Фердинандом II. Через цей шлюб Мантуя намагалася отримати домінуюче положення у Північній Італії, завдяки підтримці імперії. Весілля пройшло 2 лютого 1622 у Іннсбруку. Для нареченого це був другий шлюб. Від першого союзу з Марією Анною Баварською в нього залишилось четверо дітей. Спільних дітей у подружжя не було.
26 липня 1622 у Братиславі відбулася коронація Елеонори як угорської королеви. 21 листопада 1627 імператрицю коронували у Празі короною святого Вацлава як королеву чеську. В майбутньому Елеонора з чоловіком часто навідували Прагу, на відміну від своїх попередників і наступників.
Сподівання мантуанського двору щодо цього шлюбу не були цілком виправдані. Хоча Фердинанд II і проводив сприятливу політику, однак, під час війни за мантуанський спадок, у 1630, його війська захопили та пограбували герцогський палац.
Елеонора імператрицею вела благочесне життя. Зокрема, заснувала жіночі кармелітські монастирі у Відні та Граці.
Чоловіка не стало 15 лютого 1637. Новим імператором став пасинок Елеонори — Фердинанд III Габсбург. Ще за життя мачухи він побрався з її небогою — Елеонорою Магдаленою Гонзага.
Елеонора пішла з життя 27 червня 1655 у віці 56 років. Поховали її у віденському монастирі кармеліток. У 1782 році прах було перенесено до герцогського склепіння у Соборі Святого Стефана.